# Anton Rožič
Anton Rožič, slovenski pisec literarne zgodovine, * 1787, Moravče, † (?).

## Življenje in delo
Rožič je v letih 1801−1806 v Ljubljani obiskoval gimnazijo in filozofijo (1806–1808). Zaposlen je bil pri stavbni direkciji (1808–1809) a jo je v času Ilirskh provinc izgubil ter se začel preživljati z inštrukcijami. Po odhodu Francozov je zaman prosil avstrijsko vlado za službo. Leta 1820 je bil izgnan z Dunaja v rojstni kraj, od decembra 1821 do 1823 v službi pri J.F. Erbergu v Dolu, da uredi knjižnico in arhiv. (Rožič se je pri urejanju podpisoval »des Verwalters Stellvertreter«). Ko ga je Erberg odpustil, je odšel v Trst in bil vsaj že 24. januarja 1824 knjižničar »na cesarsko kraljevi realni akademiji«. Tedaj je napisal kulturno zgodovino Kranjske (ostala v rokopisu z naslovom Krain bis zum Jahre 1823). Delo je najbrž poslal Erbergu v Dol, ker je bilo najdeno med Erbergovimi arhivalijami. Spis je zanimiv sodoben dokument, zlasti zaradi sodobnih opazk o Zoisu, Vodniku, Japlju in  drugih.